# Notanthidium steloides
Notanthidium steloides är en biart som först beskrevs av Maximilian Spinola 1851.  Notanthidium steloides ingår i släktet Notanthidium och familjen buksamlarbin. Inga underarter finns listade i Catalogue of Life.